# Paradoks Haldane’a

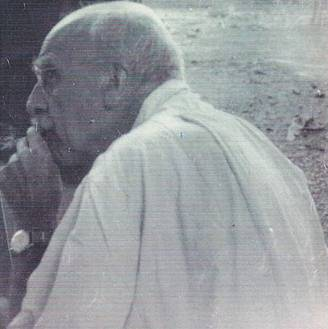
John B.S. Haldane w 1994 r.

Paradoks Haldane’a – termin z zakresu ewolucjonizmu, wprowadzony w 1957 przez Johna B.S. Haldane’a, określający miliardy lat konserwatyzmu (niezmienności) fizjologii bakterii oraz ich względnie szybkie tempo mutowania w laboratorium.